# 倪蔣懷
倪蔣懷（1894年8月12日－1943年4月21日），原名君懷，是一位台灣藝術家，以水彩畫為主要創作形式，也是台灣最早期的水彩畫家。他的作品以描繪地方風貌為主題，具有替台灣早期歷史留下紀錄的功能。

## 生平

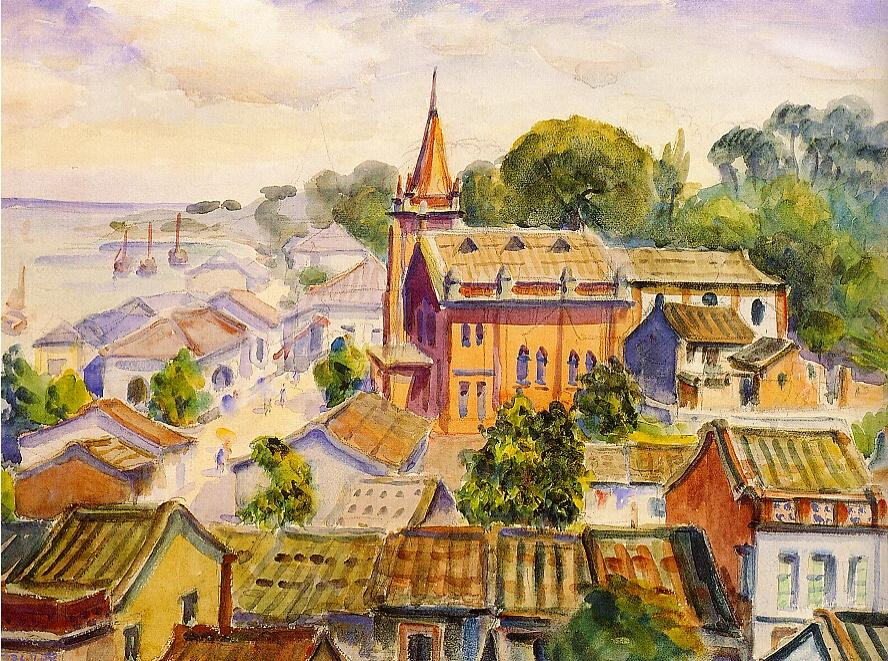
滬尾教堂/ 倪蔣懷/ 1936/ 紙/水彩/ 49.5×66cm/ 台北市立美術館收藏

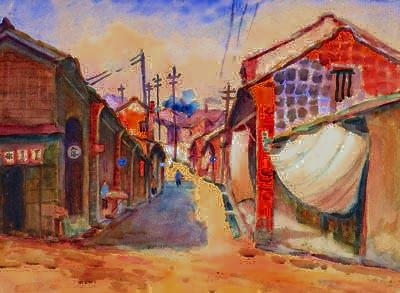
汐止街道/ 倪蔣懷/ 1929/ 水彩/ 台北市立美術館典藏

### 出身與早年教育
倪蔣懷出生於台北市公館。父親倪基元是私塾漢學先生，母親鄭氏原適蔣因，但因為蔣因早逝而再嫁倪基元，為紀念鄭氏先夫，將倪君懷改名為倪蔣懷。由於父親是漢學家，因此倪蔣懷自幼便跟父親學習詩詞和書法。1903年至1909年，倪蔣懷就讀於瑞芳公學校，並以一等賞的成績取得畢業證書，之後應屆考取台北國語學校師範科乙科。在國語學校就讀期間，倪蔣懷另於課外參加日本「帝國習字學會」與「日本美術學院西洋畫科」函授課程。
1910年，倪蔣懷就讀國語學校二年級時，適逢石川欽一郎入校擔任改制成四年制的師範乙科圖畫課程教師，他便是石川在台最早的學生，同期受石川指導的學生還有陳澄波、陳承藩、郭柏川、王白淵等人。:30雖然每週只上一小時的課程，但在三年修業期中，倪蔣懷與石川建立了亦師亦友的關係。 :18在石川的影響下，倪蔣懷開始以寫生的方式描繪地方環境，成為台灣早期水彩畫的先驅。1913年畢業於國語學校的當年，倪蔣懷獲得日本美術學院西洋畫科結業試驗製作審查合格，隔年與石川共同於國語學校附屬小學展出作品。

### 藝術生涯發展

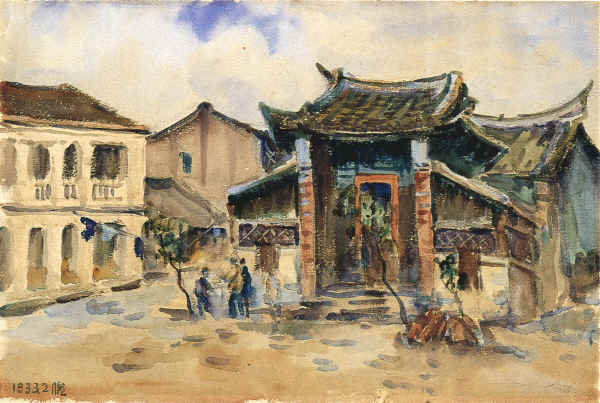
真人廟/ 倪蔣懷/ 1933/ 紙/水彩/ 33 x 48.5 cm

倪蔣懷在1914年繪製的〈景美街道〉現存最早由台灣人繪製的水彩畫，他也因此被稱為台灣第一位水彩畫家，或是台灣第一位西畫家。1917年以〈樹木〉一作獲得第一回「春鳥會」二等獎，是台灣首度入選。:24受到同學相繼赴日留學的影響，倪蔣懷原本也懷抱著赴日深造的心願，但考量到家庭以及當時台灣藝術家維生不易的處境，石川勸退他出國留學，因此倪蔣懷便放棄了深造，在妻兄的勸說下投身礦業發展，並改由贊助的方式支持並推動台灣美術活動，這也使他被認為是台灣第一位美術贊助者與水彩收藏家。:28
雖然倪蔣懷沒有繼續深造，也未成為全職藝術家，不過他仍維持與恩師石川及同袍的聯繫，工作之餘亦經常作畫，直至1941逝世前兩年之間，幾乎每年都在日本水彩畫會發表2件參展畫作。倪蔣懷於1926年入選日本水彩畫會會員，並於1927年起分別以〈山間街〉、〈雙溪夕照〉和〈後街〉連續三年入選第一回至第三回臺展西洋畫部。他經常在工作的礦場或礦業公司事務所附近寫生，並詳細記錄時間、天氣、地方特色與表現重點。現存倪蔣懷作品中以1914年至1938年為數最多，似以日誌方式作畫，在創作顛峰時期，多以台灣北部礦業城市和他居住的基隆港為題，亦有台北城重要新建西式建築與大稻埕等，亦曾赴南投、鳳山、四重溪與鵝鑾鼻寫生。:50-52與身為礦工並描繪礦工題材的畫家洪瑞麟不同，倪蔣懷是藉著巡視礦場的工作日常，紀錄周遭質樸的風土景致。比對他的速寫本、日記文字與水彩作品，可看出創作轉化的脈絡，以及對自身作品的反省。:76

### 晚年
倪蔣懷在1936年因病由室外寫生改為室內作畫，他認為台灣美術發展的困境是文化發展不夠全面，因此著手籌備成立美術館。倪蔣懷已在日記中完成他預設的美術館藍圖，並積極蒐購中、西藝術品作為美術館館藏。:144-149然而他在1941年因腎臟病臥床，並於1943年逝世，享年50歲。2023年4月21日，倪蔣懷後代家屬將他近500件的個人創作、收藏藝術作品與文獻資料捐贈給台北市立美術館。

## 對台灣藝術的貢獻
倪蔣懷是一位藝術家，也是台灣美術發展的推動者和贊助者。1924年，倪蔣懷聯合、陳植棋、陳英聲、陳承藩、藍蔭鼎等人，借台北精神象徵「七星山」之名成立「七星畫壇」，是當時第一個由台灣本島人組成的畫會團體，:94-99每年在臺北博物館舉辦油畫與水彩畫發表會。同時期他也出資贊助了由石川領導成立的「台灣水彩畫會」，這筆資金除了提供每年舉辦展覽以外，亦做為邀請日本水彩畫家提供作品觀摩及演講的費用。不過七星畫壇成立四年後，因成員分散四地，便在陳植期的建議下解散，另於1929年組成「赤島社」，倪蔣懷仍是主要成員，另有何德來、范洪甲、張秋海、郭柏川、陳承藩、陳英聲、陳清汾、陳植棋、陳慧坤、陳澄波、楊三郎、廖繼春、藍蔭鼎，共十四人。赤島社成立同時，倪蔣懷獨資設立「台灣繪畫研究所」，由石川、陳植棋、楊三郎及藍蔭鼎擔任指導，是台灣最早的私立美術補習班。研究所成立三年後即關閉，期間受教的學生約計25名，當中包括洪瑞麟、張萬傳及陳德旺等台灣重要畫家。1936年後倪蔣懷投入支持「台灣水彩畫會」與由石川學生組成的「一廬會」運作，並多番提攜後進。:124

## 影視作品
- 2016年 電視劇《紫色大稻埕》，由張翰飾演。